# Luperina minor
Luperina minor là một loài bướm đêm trong họ Noctuidae.